# Cinco de Mayo, Jaumave
Cinco de Mayo är en ort i Mexiko.   Den ligger i kommunen Jaumave och delstaten Tamaulipas, i den centrala delen av landet, 400 km norr om huvudstaden Mexico City. Cinco de Mayo ligger 679 meter över havet och antalet invånare är 168.
Terrängen runt Cinco de Mayo är varierad. Runt Cinco de Mayo är det ganska tätbefolkat, med 199 invånare per kvadratkilometer. Närmaste större samhälle är Jaumave, 6,5 km sydväst om Cinco de Mayo. I omgivningarna runt Cinco de Mayo växer huvudsakligen savannskog.